# 빈짜인현
빈짜인현(베트남어: Huyện Bình Chánh / 縣平政)은 호치민시의 군 중 하나이다. 2019년을 기준으로 빈짜인현에는 705,508명의 인구가 있고, 전체 면적은 253km2이다.

## 역사
2003년, 안락읍(An Lạc)과 빈헝호아(Bình Hưng Hòa), 빈찌동(Bình Trị Đông), 떤따오(Tân Tạo)사가 분리되어 10개의 프엉이 되어 빈떤군을 만들었다.

## 지리
빈짜인현은 호찌민시를 다른 성과 이어주는 주요 관문 중 하나이다. 이곳에는 호찌민-쩡르엉 고속도로가 있어서 띠엔장성과 나머지 메콩강 델타 지역을 더 빠르게 연결해 준다.

## 행정 구역
빈짜인 현에는 떤뜩 티쩐(市鎭)과 15개의 사(xã 社)가 있다.

### 티쩐
- 떤뜩 (Tân Túc / 新足)

### 싸
- 안푸터이 (An Phú Tây / 安富西)
- 빈짜인 (Bình Chánh / 平政)
- 빈흥 (Bình Hưng / 平興)
- 빈러이 (Bình Lợi / 平利)
- 다프억 (Đa Phước / 多福)
- 흥롱 (Hưng Long / 興隆)
- 레민쑤언 (Lê Minh Xuân / 黎明春)
- 팜반하이 (Phạm Văn Hai / 范文𠄩)
- 퐁푸 (Phong Phú / 豐富)
- 꾸이득 (Quy Đức / 歸德)
- 떤끼엔 (Tân Kiên / 新堅)
- 떤늇 (Tân Nhựt / 新日)
- 떤꾸이떠이 (Tân Quý Tây / 新貴西)
- 빈록 A (Vĩnh Lộc A / 永祿A)
- 빈록 B (Vĩnh Lộc B / 永祿B)